# Buggiano
Buggiano település Olaszországban, Toszkána régióban, Pistoia megyében. Lakosainak száma 8678 fő (2023. január 1.). Buggiano Chiesina Uzzanese, Massa e Cozzile, Montecatini Terme, Pescia, Ponte Buggianese és Uzzano községekkel határos.

## Népesség
A település népessége az elmúlt években az alábbi módon változott:
| Lakosok száma | 8768 | 8772 | 8678 |
|               | 2017 | 2018 | 2023 |

## Kultúra
A községben alakult meg 2006-ban a Piqued Jacks rockzenekar, akik a 2023-as Eurovíziós Dalfesztiválon San Marinót képviselik. 